# Бегенвиль
Бегенви́ль (рос. Бегенвыль) — починок у складі Шарканського району Удмуртії, Росія.

## Населення
Населення — 13 осіб (2010; 24 у 2002).
Національний склад станом на 2002:
- удмурти — 96 %

## Урбаноніми[3]
- вулиці — Зелена